# Île Badger
Pour les articles homonymes, voir Badger.
L’île Badger est une île du détroit de Bass, située à l'ouest de l'île Flinders, d'une superficie de 12,42 km2. Elle est principalement composée de roches granitiques et calcaires. C'est une propriété privée, utilisée pour l'élevage extensif de bétail et de kangourous. On peut y accéder par voie de mer (l'île dispose d'une jetée) ou par avion (il existe une piste en herbe). 
Plusieurs espèces d'oiseaux nichent sur l'île : le pygargue blagre, l'huîtrier fuligineux, l'huîtrier à long bec et le céréopse cendré ; deux espèces de marsupiaux étaient présentes sur l'île avant l'occupation humaine et se sont maintenues jusqu'à aujourd'hui : le pademelon à ventre rouge et le wallaby à cou rouge. Le diable de Tasmanie y a été introduit à la fin des années 1990. 